# Ystads Gymnastikkrets
Ystad Gymnastikkrets bildades 1921 ur en gymnastiksektion inom Ystads IF. Omkring 1940 hade föreningen 70 medlemmar. Föreningen upplöstes 2001. Föreningshandlingar förvaras i Ystad stadsarkiv. Föreningen deltog i SM i handboll 1932. Sten Gustaf Cavallin (1899-1989) var 1930-1940 sekreterare och kassaförvaltare. Han var sedan styrelseledamot 1930–1940.